# Platymetopius obsoletus
Platymetopius obsoletus är en insektsart som beskrevs av Victor Antoine Signoret 1880. Platymetopius obsoletus ingår i släktet Platymetopius och familjen dvärgstritar. Inga underarter finns listade i Catalogue of Life.